# Gerhard Genz
Gerhard Genz (* 16. April 1906; † 8. Juli 1980) war ein deutscher Heimatforscher.

## Leben
Sein Vater Reinhold Genz war vom 18. März 1920 bis 1932 Bürgermeister der Stadt Osterfeld in der preußischen Provinz Sachsen. Gerhard Genz besuchte das Stiftsgymnasium in Zeitz, wo er das Abitur ablegte. Von 1927 bis 1931 studierte er Zahnheilkunde in Halle/S., Marburg und Jena. 1936 erhielt er seine erste feste Anstellung in der Zahnklinik der AOK in Erfurt. Erfurt wurde fortan bis kurz vor seinem Tod sein Lebensmittelpunkt. Er nahm am Zweiten Weltkrieg teil und geriet in Gefangenschaft.
Nach Kriegsende entstand seine erste heimatkundliche Schrift Unsere kleine Stadt Osterfeld, die er seinem Vater widmete. Fortan widmete er sich den folgenden 20 Jahren der Erforschung der Stadtgeschichte von Osterfeld. Seinen schriftlichen Nachlass hinterließ er vor seinem Tod dem Rat der Stadt Osterfeld.